# Dirección Nacional de Inteligencia (Kolumbien)
Dirección Nacional de Inteligencia (kurz DNI, deutsch Nationale Direktion für Nachrichtendienste) ist eine zivile Agentur und der  Nachrichtendienst Kolumbiens. Er wurde am 4. November 2011 nach der Auflösung des Departamento Administrativo de Seguridad (DAS) von Staatspräsident Juan Manuel Santos etabliert. Die DNI verfolgt die Bereitstellung von internen und externen Informationen zur Strafverfolgung und der Einwanderungskontrolle und berichtet ausschließlich an den Präsidenten Kolumbiens.
Der Direktor des DNI ist Rodolfo Amaya. Er war unter Präsident Alvaro Uribe 2002 Obersten Militärberater dessen Regierung.

## Auftrag
Zu den offiziellen Aufgaben des DNI gehören die Sammlung von nationalen wie internationalen geheimdienstlichen Erkenntnissen und die Spionageabwehr aus ziviler und militärischer Sicht, ausgerichtet auf die Erfüllung der wesentlichen Interessen der Republik Kolumbien. Der Zweck des nationalen Nachrichtendienstes sind Aktivitäten zum Schutz der Nation und der in Kolumbien lebenden Menschen. Weiter sind interne oder externe Bedrohungen, die die Existenz des demokratischen Regimes in Frage stellen, abzuwehren. Der DNI dient weiter der kolumbianischen Verfassung und Rechtsordnung, der Sicherheit und Landesverteidigung. Dies geschieht u. a., damit der Präsident der Republik und die Regierung die Voraussetzungen zur Bewältigung ihrer hoheitlichen Aufgaben in Geheimdienstangelegenheiten, sowie wesentliche Aufgaben des Staates in Übereinstimmung mit dem Gesetz, durchsetzen können.

## Einsatz gegen die Opposition
Drei Angehörige des kolumbianischen Senats reichten Anfang Juli 2019 eine Klage gegen den DNI ein. In der Klage zitieren die Senatoren verschiedene Quellen, die belegen, dass der DNI eine Kampagne gegen Oppositionspolitiker vorbereitet habe. Ziel war es demnach, Kritiker von Präsident Iván Duque (Centro Democrático) und seinem Mentor, den ehemaligen Präsidenten Alvaro Uribe zu diskreditieren.